# Hymenophyllum dimidiatum
Hymenophyllum dimidiatum là một loài dương xỉ trong họ Hymenophyllaceae. Loài này được Mett. mô tả khoa học đầu tiên.
Danh pháp khoa học của loài này chưa được làm sáng tỏ. 